# Read (Unix)
read czyta linię ze standardowego wejścia

## Opis
Interpreter komend (ang. shell)  sczytuje ze standardowego wejścia linię (aż do znaku backslash "\"), wyjątkiem jest, gdy polecenie to zostanie wywołane z parametrem "-r"

## Argumenty
var - nazwa istniejącej lub nieistniejącej zmiennej interpretera komend (ang. shell variable)

## Standardowe wejście
Standardowe wejście powinno być plikiem tekstowym

## Zmienne środowiskowe
Poniższe zmienne środowiskowe powinny wpływać na działanie polecenia read:
- IFS
- LANG
- LC_ALL
- LC_CTYPE
- LC_MESSAGES
- NLSPATH
- PS2

## Przykład
```
 while read -r aa bb
 do
 printf "%s %s\n" "$aa" "$bb"
 done < plik_wyjsciowy
```

Wyświetla plik, w którym pierwsze pole (ang. field) każdej linii jest przenoszone na koniec linii